# Joseph Heicke

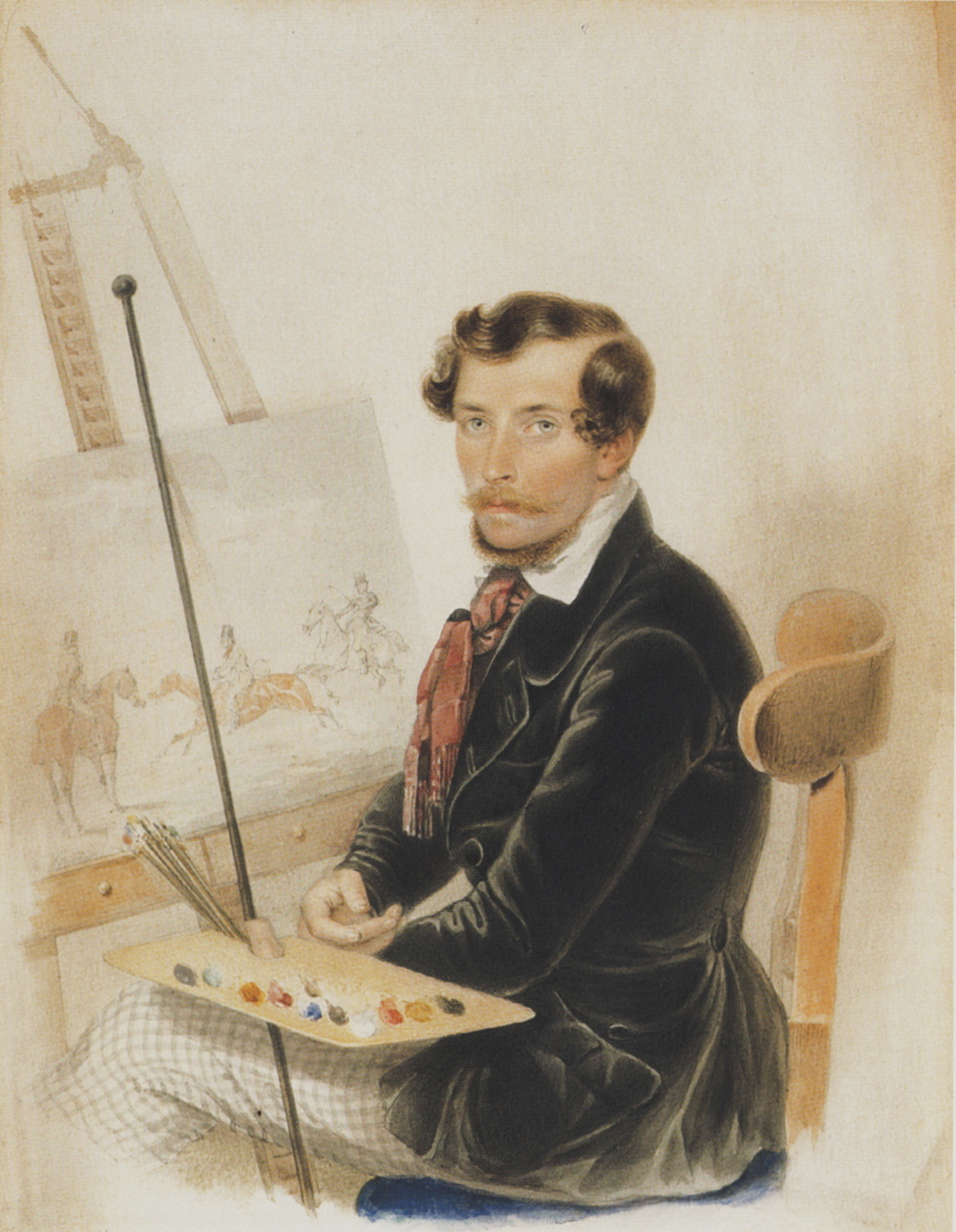
Joseph Heicke (Porträt von Johann Baptist Clarot um 1835)

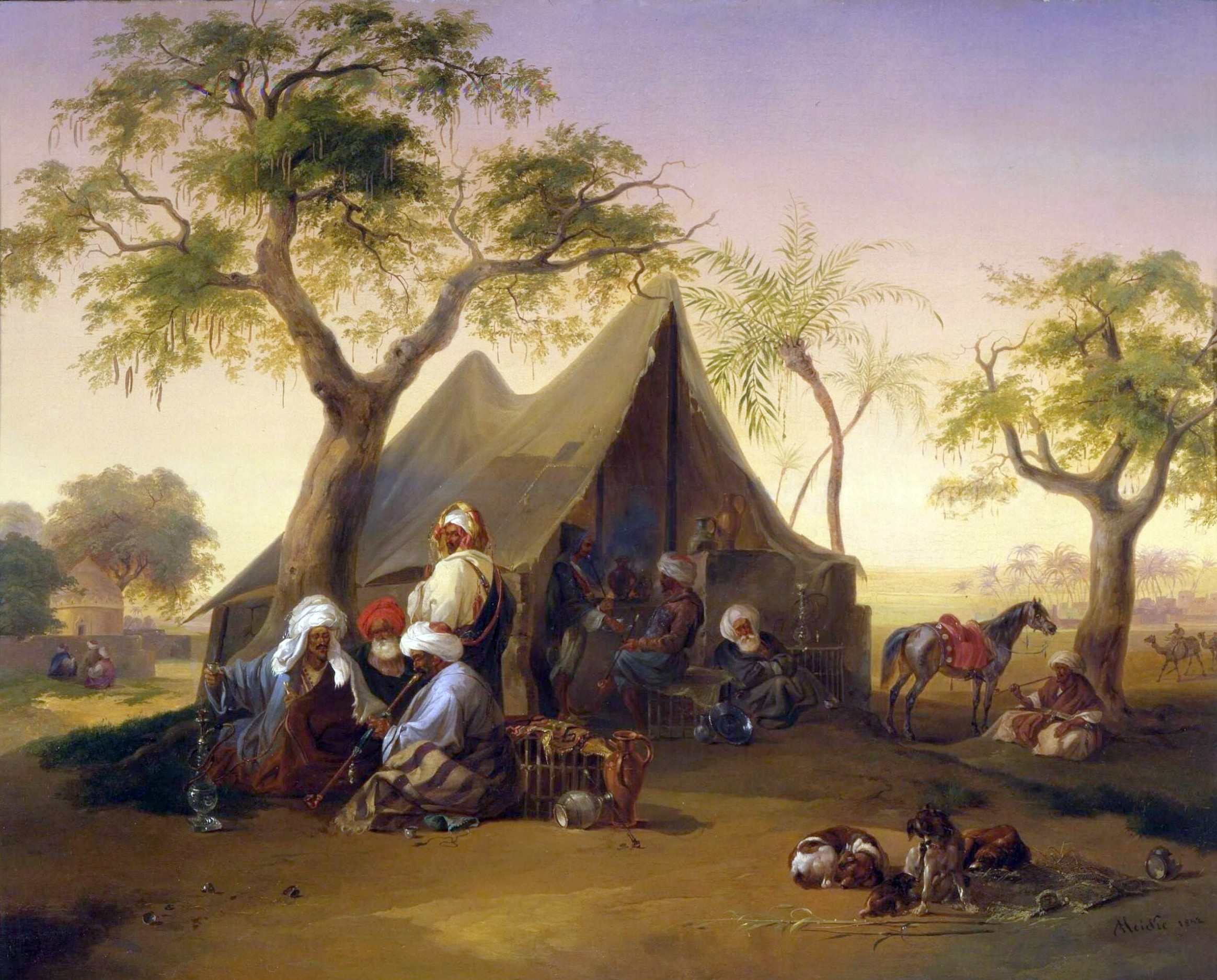
Kaffeetrinkende Araber vor einem Zelt, 1842

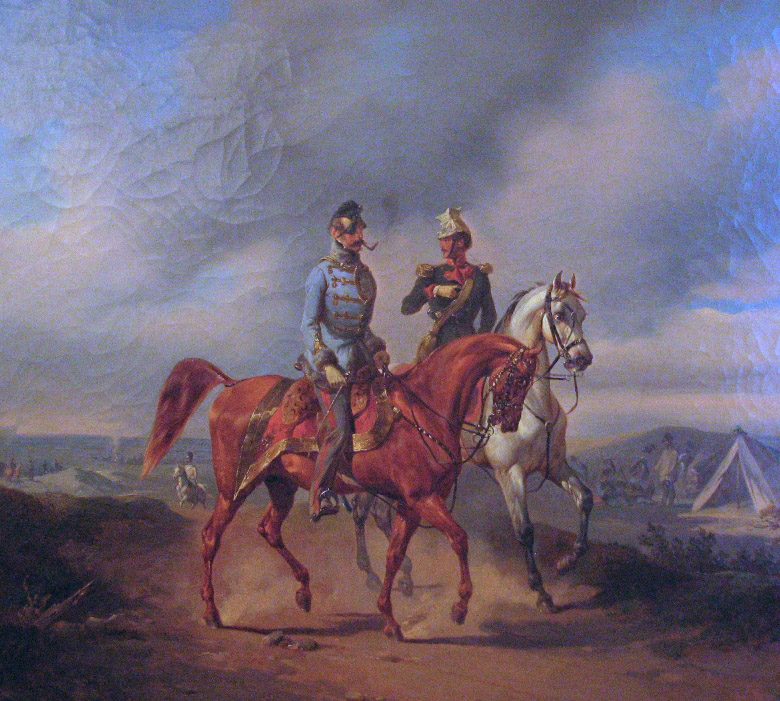
Porträt Franz Joseph Heinrich von Schlik, 1852

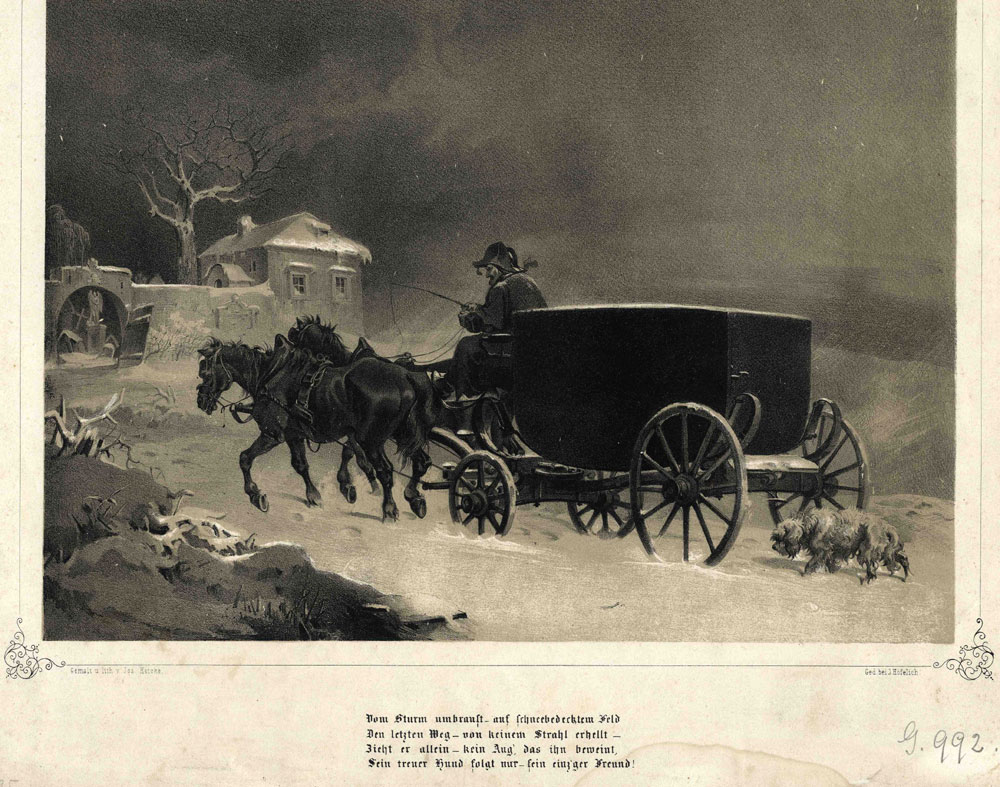
Mozarts Begräbnis, um 1860

Joseph Heicke, auch Josef Heike (* 12. März 1811 in Wien; † 6. November 1861 ebenda) war ein österreichischer Tier- und Landschaftsmaler sowie Lithograf und Aquarellist.

## Leben
Heicke studierte von 1824 bis 1826 an der Wiener Akademie der bildenden Künste und beteiligte sich ab 1834 an den Kunstausstellungen in St. Anna. Er unternahm mehrere Studienreisen, so befand er sich 1842 in Italien, später in Ungarn und im Orient. Heicke wurde oftmals als einer der wenigen bedeutenden künstlerischen Nachfahren des Friedrich Gauermann bezeichnet. Er war jedoch betreffend seiner zahlreichen Landschaften mit Tieren, die noch den sentimentalen Einschlag der nachklingenden Biedermeierzeit verraten und in der Behandlung von figuralen Details die Genauigkeit, Natürlichkeit und Unverzerrtheit bisweilen vermissen lassen, nicht sehr erfindungsreich. So beurteilten ihn seine Zeitgenossen, von welchen jedoch gleichzeitig eingeräumt wird, dass sich Heicke mit einigen lebendig erfassten Szenen aus den Revolutionsjahren von 1848 und 1849 der Beliebtheit der Wiener Gesellschaftskreise versichern konnte. Daneben verdiente er als einer der fruchtbarsten und vielseitigsten Lithografen altwienerischer Prägung Beachtung. Auch in militärischen Kreisen konnte sich Heicke zahlreicher Aufträge erfreuen, vor allem seine ganzfigurigen Reiterporträts waren beliebt.
Viele von Heickes Arbeiten befinden sich heute in österreichischen Museen (z. B. Heeresgeschichtliches Museum, Wien Museum), noch mehr allerdings in Privatbesitz, wodurch die Gemälde immer wieder auf Kunstauktionen angeboten werden.

## Werke (Auszug)
- Porträt Franz Joseph Heinrich von Schlik, Graf zu Bassano und Weißkirchen (1789–1862), 1852. Öl auf Leinwand, 40 × 53 cm, Heeresgeschichtliches Museum, Wien
- Ivan Forray vor seine Ortienreise 1842, 1845, Aquarell auf Papier, Ungarisches Nationalmuseum, Budapest
- Mozarts Begräbnis, 1860, Lithografie, Universitätsbibliothek Salzburg
- Kaffeetrinkende Araber vor einem Zelt, 1842, Öl auf Holz, 22 × 27 cm, Dahesh Museum of Art, New York